# Ein Skandal in Böhmen

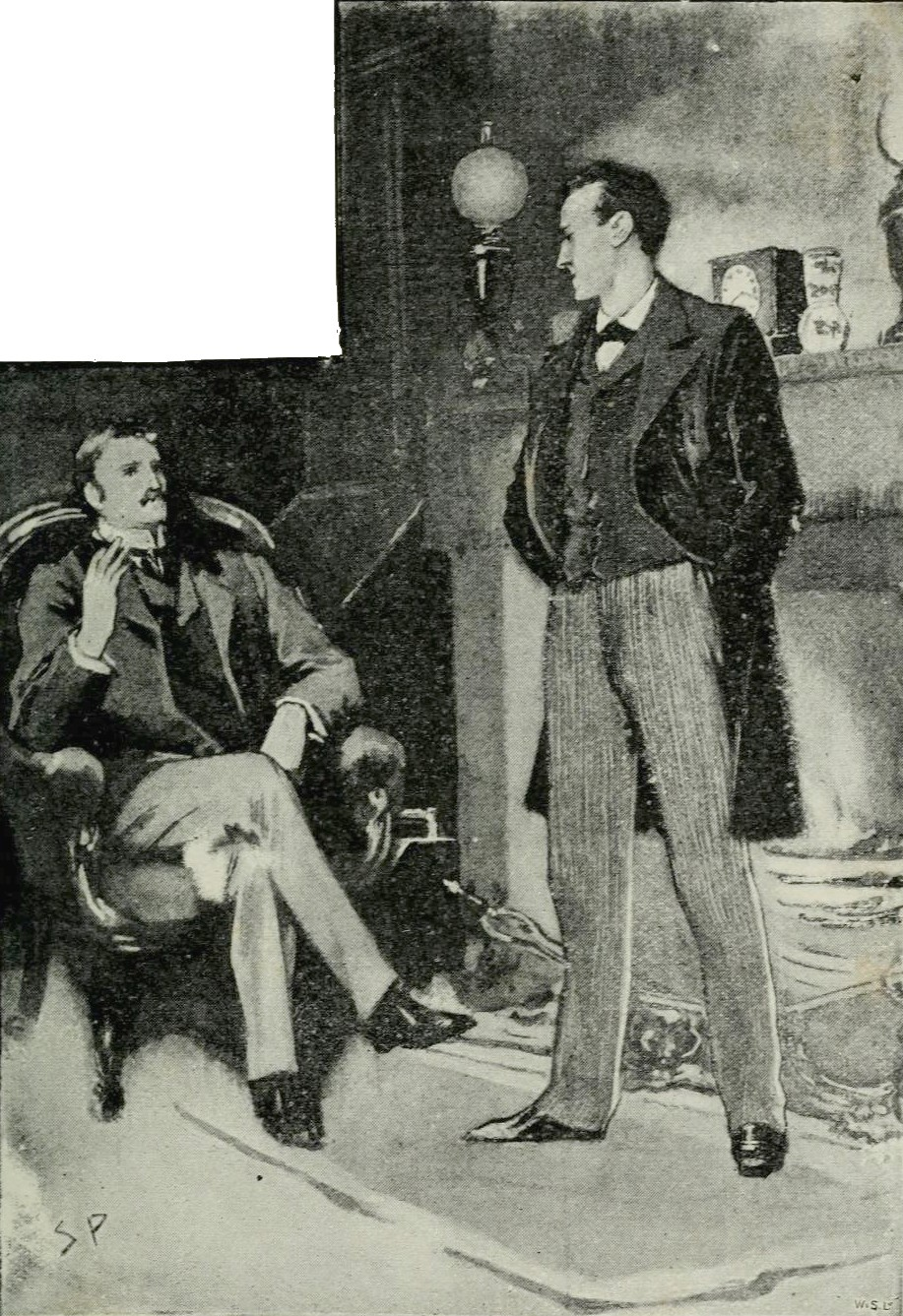
Watson (links) und Holmes, Illustration von Sidney Paget

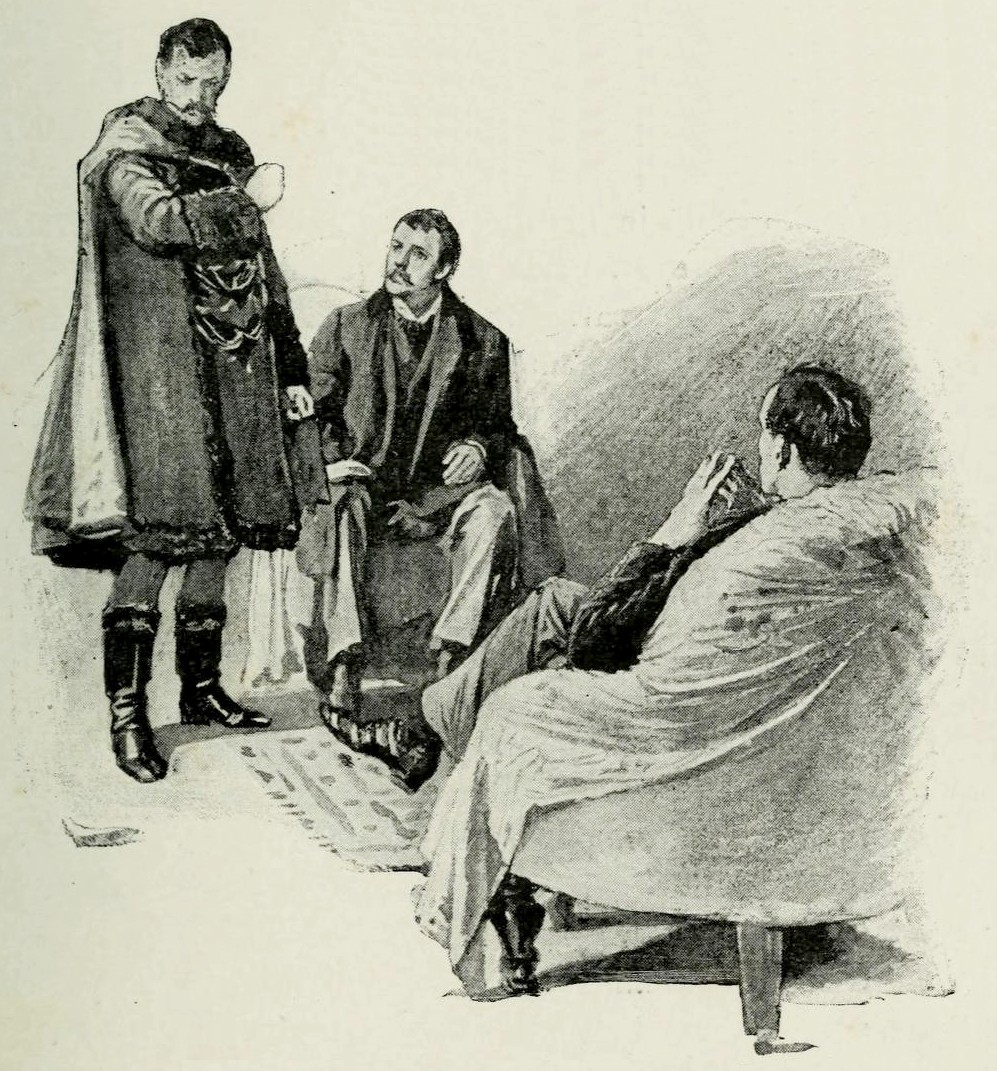
Der König von Böhmen lüftet seine Identität

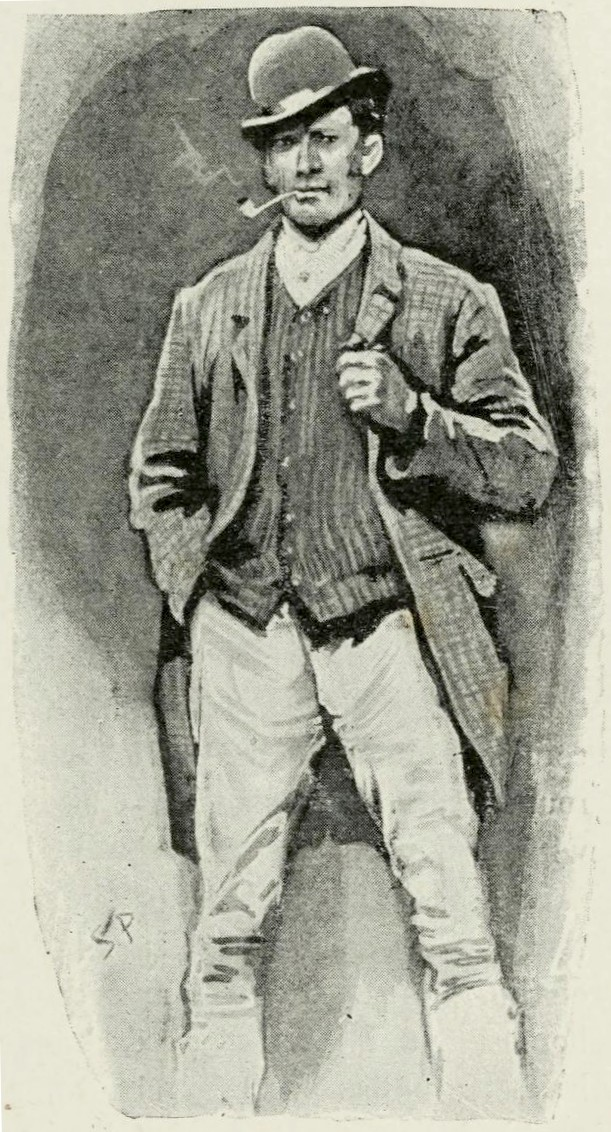
Holmes verkleidet als Stallbursche

Ein Skandal in Böhmen (Originaltitel: A Scandal in Bohemia) ist eine Erzählung des britischen Schriftstellers Arthur Conan Doyle, die erstmals im Juli 1891 im Strand Magazine erschien. Es handelt sich hierbei um die erste Erzählung, die Doyle mit den Figuren Sherlock Holmes und Dr. Watson schrieb. 1887 und 1890 hatten die beiden Romane Eine Studie in Scharlachrot und Das Zeichen der Vier das Fundament für den Hauptkanon der Sherlock-Holmes-Erzählungen gelegt.
Ein Skandal in Böhmen wurde ferner 1892 in der Anthologie Die Abenteuer des Sherlock Holmes veröffentlicht und gehört zu den populärsten Sherlock-Holmes-Erzählungen. 1927 listete sie Conan Doyle persönlich auf Rang 5 seiner Lieblings-Holmes-Erzählungen.

## Handlung
Am Abend des 20. März 1888 wird Sherlock Holmes von seinem Freund Doktor Watson in der 221B Baker Street besucht. Holmes hat zuvor ein ominöses Schreiben bekommen. Kurz darauf trifft der Klient ein. Holmes kann ihn früh als den amtierenden König von Böhmen und Mähren identifizieren, obwohl der Klient seine wahre Identität ursprünglich geheim halten wollte. Der Fall ist schnell erklärt. Der König von Böhmen beabsichtigt zu heiraten, fürchtet jedoch, dass seine ehemalige Geliebte Irene Adler dagegen wirken will, indem sie eine Fotografie publik macht, auf der sie beide zu sehen sind, wodurch die ehemalige Romanze der Öffentlichkeit zugänglich gemacht würde. Holmes soll diese Fotografie nun beschaffen. Mehrere Versuche, seitens des Königs durch Einbrecher an die Fotografie zu gelangen, schlugen fehl.
Holmes verkleidet sich für seine Zwecke als Stallbursche und als alter Geistlicher, um an Informationen über Irene Adler zu kommen. Es gelingt ihm durch eine List sogar, an das Versteck zu gelangen, er wird jedoch von Adler enttarnt. Diese hat unlängst im Zuge der Handlung Godfrey Norton geheiratet und verlässt schließlich das Land. Sie nimmt die Fotografie mit, um sich in Zukunft vor dem König schützen zu können, falls dieser Angriffe auf sie plane. Dies alles teilt sie Holmes und den anderen durch einen Brief mit, den sie dort hinterließ, wo sie zuvor die Fotografie aufbewahrt hatte. Holmes findet ihn dort, in der Hoffnung auf das Foto zu stoßen.
Holmes gelingt es also nicht, den Fall erfolgreich abzuschließen, da das eigentliche Ziel, die Fotografie zu beschaffen, fehlschlug. Dennoch gibt es einen Sieg in der Niederlage, da die Fotografie nicht veröffentlicht wird.
Dr. Watson berichtet am Ende der Geschichte, dass Irene Adler für Sherlock Holmes immer die Frau sein wird.

## Verfilmungen
Ein Skandal in Böhmen wurde vielfach für das Fernsehen und den Hörfunk adaptiert. Bereits 1899 nutzte der Bühnenschauspieler William Gillette Elemente der Story für sein Schauspiel Sherlock Holmes, das mehrfach auch verfilmt wurde.
Der 1946 erschienene Sherlock-Holmes-Film Jagd auf Spieldosen enthielt ebenfalls Elemente aus Ein Skandal in Böhmen. Alan Wheatley spielte 1951 die Hauptrolle in der ersten Fernsehadaption von Ein Skandal in Böhmen im Rahmen der TV-Serie Sherlock Holmes.
Wassili Borissowitsch Liwanow und Witali Mefodjewitsch Solomin spielten Holmes und Watson in einer sowjetischen Adaption einiger Holmes-Storys (Die Abenteuer von Sherlock Holmes und Dr. Watson), darunter Ein Skandal in Böhmen.
Eine minutiös werkgetreue filmische Adaption des Stoffes entstand 1984 im Zuge der Fernsehserie Sherlock Holmes mit Jeremy Brett und David Burke, sowie Gayle Hunnicutt als Irene Adler.
Eine Transformation in die moderne Zeit findet sich in Sherlock – Ein Skandal in Belgravia von 2012. Der Film ist Teil der BBC-Fernsehserie Sherlock.
In der ebenfalls in der heutigen Zeit spielenden Fernsehserie Elementary sind Irene Adler und Jamie [sic] Moriarty ein und dieselbe Person.

## Pastiches
Eine Fortsetzung der Geschichte findet sich in der 2016 erschienenen Kurzgeschichtensammlung von Rolf Krohn Sherlock Holmes und die Farben des Verbrechens (Blitz-Verlag Nr. 3019). Die Kurzgeschichte Der gelbe Tropfen spielt in der Zeit, in der sich Sherlock Holmes unter dem Pseudonym Sigerson in Europa aufhielt, um sich nach seinem vermeintlichen Tod an den Reichenbachfällen vor den Schergen Prof. Moriartys zu verbergen. Er begegnet in Salzburg der inzwischen verwitweten Opernsängerin Irene Norton, geb. Adler, die dort unter dem Künstlernamen Aurelia Silverstrom auftritt und fast einem Mordattentat zum Opfer fiel. Erzählt wird die Geschichte aus der Perspektive eines zum Schutze der Sängerin eingeteilten Gendarmen.
Holmes deckt das Komplott auf, das von dem damals in Böhmen Düpierten ausgeht, um die belastende Zeugin seiner damaligen Affäre endgültig auszuschalten. Der Adelige und sein Mordschütze kommen dabei selbst zu Tode. Holmes/Sigerson begleitet nach Aufklärung des Falles die Sängerin zu ihrem nächsten Engagement nach Brüssel. Offenbar war die damalige Schlusspointe von Dr. Watson, „die Frau“ sei in Japan zu Tode gekommen, falsch (und diente wohl ihrem Schutz vor Verfolgern).